# Espen Horsrud
Espen Horsrud (27 agosto 1972) è un ex calciatore norvegese, di ruolo difensore.

## Carriera

### Club
Horsrud cominciò la carriera professionistica con la maglia dello Strømsgodset. Esordì nella Tippeligaen il 9 giugno 1991, subentrando a Jan Wendelborg nel successo per 0-7 in casa del Molde. Il 16 maggio 1997 arrivò invece la sua prima rete nella massima divisione norvegese, nella vittoria per 3-1 sul Sogndal. Giocò poi allo L/F Hønefoss, per tre stagioni. Debuttò con questa maglia il 18 aprile 1999, nel pareggio a reti inviolate contro il Raufoss. Giocò una stagione anche nel Mjøndalen.